# Äquivalenter Rauschwiderstand
Äquivalenter Rauschwiderstand, engl. ENR, equivalent noise resistance, ist ein gedachter Widerstand am Eingang einer elektronischen Schaltung, in dem die Rauschquellen der Schaltung rechnerisch zusammengefasst sind.
In einer realen elektronischen Schaltung, z. B. einem Verstärker, befinden sich immer Rauschquellen, die meistens auf Widerstandsrauschen zurückzuführen sind. Alle diese Quellen werden in einem Widerstand zusammengefasst, der bei der Raumtemperatur von T0 = 290 Kelvin genau so viel Rauschen erzeugt, dass die gleiche, idealisierte (rauschfreie) Schaltung mit diesem Widerstand am Eingang genauso viel Rauschspannung am Ausgang liefert wie die reale.